# Valentín Abecia Baldivieso
Valentín Abecia Baldivieso (Potosí, 9 de octubre de 1925 – La Paz, 28 de julio de 2010) fue un abogado, historiador, escritor y diplomático boliviano. Ocupó la cartera de Ministro de Asuntos Exteriores de Bolivia por un breve periodo en 1989 en los gobiernos del Movimiento Nacionalista Revolucionario (MNR) y contribuyó al proceso de institucionalización del Ministerio. Fue autor de obras como Historiografía boliviana, La Revolución de 1809 o El historiador René Moreno y un detallada trabajo de tres volúmenes de Las relaciones internacionales en la historia de Bolivia.
Abecia Baldivieso estudió derecho en la Universidad Mayor de San Andrés y fue senador, embajador y presidente de la Academia de Historia y Ciencias de Bolivia. Fue uno de los fundadores de la Fundación Cultural del Banco Central de Bolivia, así como también presidente de la Academia Boliviana de Historia y de la Academia Nacional de Ciencias.
Abecia también fue fundador del grupo literario, Gesta Bárbara, que incluyó a escritores de la talla de Alcira Cardona, Armando Soriano Badani, Gustavo Medinacelli, Jacobo Libermann y Julio de la Vega, entre otros. En su experiencia con 'Gesta Bárbara', el autor escribía en sus memorias: "Éramos jóvenes. Se nos ha ido la vida... pero con dignidad, escribiendo poemas. La rebeldía, esa dama de hierro, todavía sigue viva en nuestras entrañas. ..." 
Abecia se retiró en La Paz en las últimas décadas, donde murió el 28 de julio de 2010.